# 铁线蕨叶黄堇
铁线蕨叶黄堇（学名：Corydalis adiantifolia）为罂粟科紫堇属下的一个种。

## 扩展阅读
- 維基物種上的相關：铁线蕨叶黄堇